# POS (dispositivo)

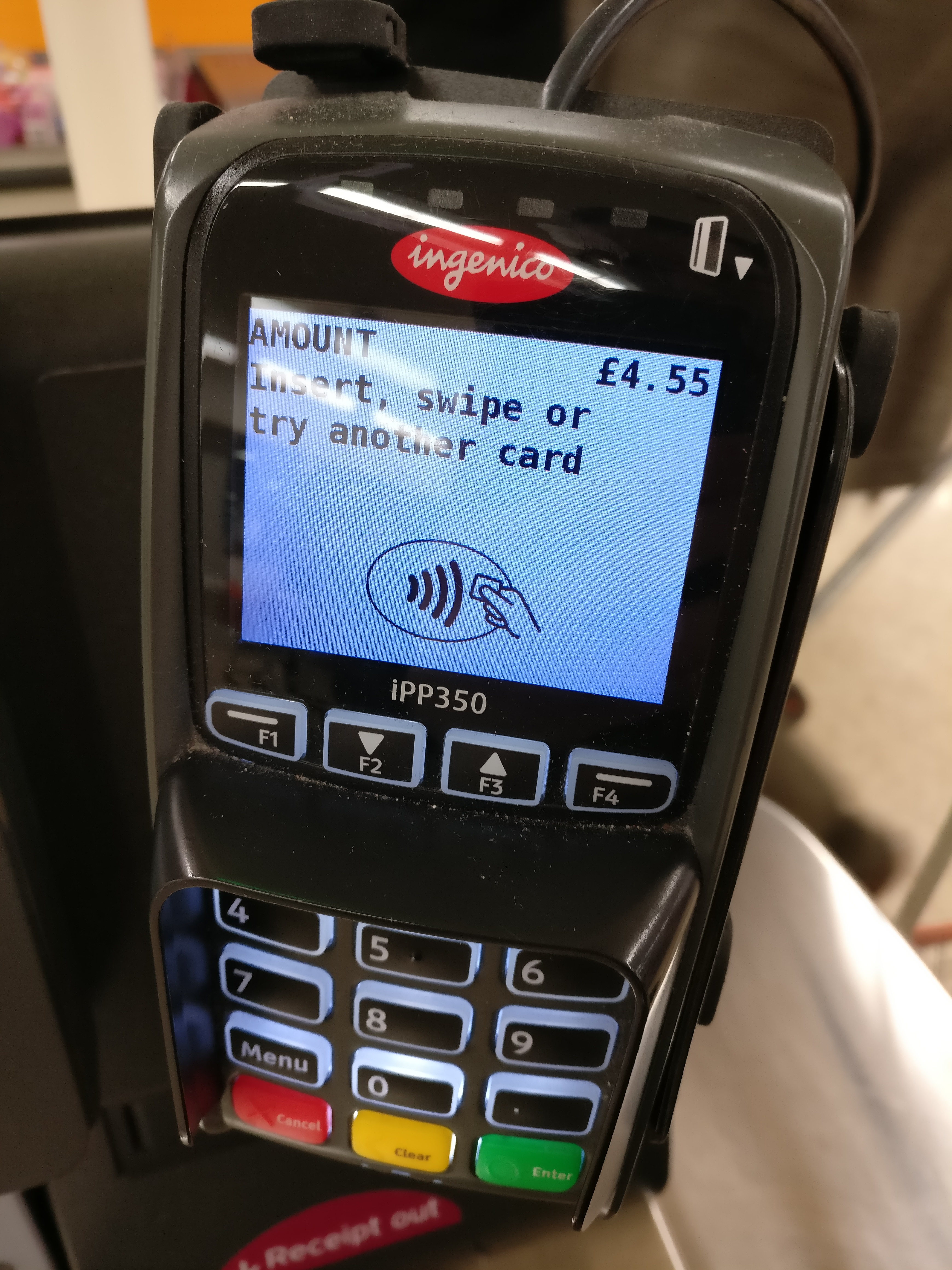
Terminale POS

Un POS (dall'inglese Point of sale, lett. "punto di vendita") o terminale di pagamento è un dispositivo elettronico che consente di effettuare pagamenti mediante moneta elettronica, ovvero tramite carte di credito, di debito o prepagate.

## Generalità
Nel contesto di utilizzo del POS, il cessionario o prestatore è un'organizzazione economica-professionale (pubblica o privata) rivolta al consumatore o al cittadino. In pratica può essere un esercente commerciale (vendita al dettaglio), uno studio di un libero professionista, un'impresa artigianale, un ente della PA, un'impresa di servizi, uno spaccio aziendale, un coltivatore/allevatore, ecc. In generale qualunque soggetto economico che abbia a che fare con persone fisiche (cioè clienti non professionisti) ovvero il caso delle transazioni B2C. Lo si può offrire anche ai clienti professionisti nelle transazioni B2B.
Il terminale è collegato con il centro di elaborazione della banca o del gruppo di banche che offrono il servizio, affinché venga autorizzato ed effettuato il relativo addebito (in tempo reale o differito) sul conto corrente del soggetto abilitato e l'accredito sul conto dell'esercente.
Attualmente, i terminali POS sono a tutti gli effetti dispositivi informatici , in quanto non solo possono essere connessi a una rete LAN, ma hanno le classiche funzioni di programmazione e/o configurabilità di un mini computer. Infatti, alcuni modelli possono essere configurati per accettare altre tipologie di carte elettroniche. Il canale di comunicazione più diffuso è quello telefonico.
Come tutti i servizi bancari, l'operatore professionale deve stipulare un contratto con la propria banca (contratto per servizio POS), di cui il dispositivo è uno degli elementi. La classica vetrofania all'ingresso del locale e/o presso la cassa informa che l'esercente dispone di servizio POS.

## Tipi di POS

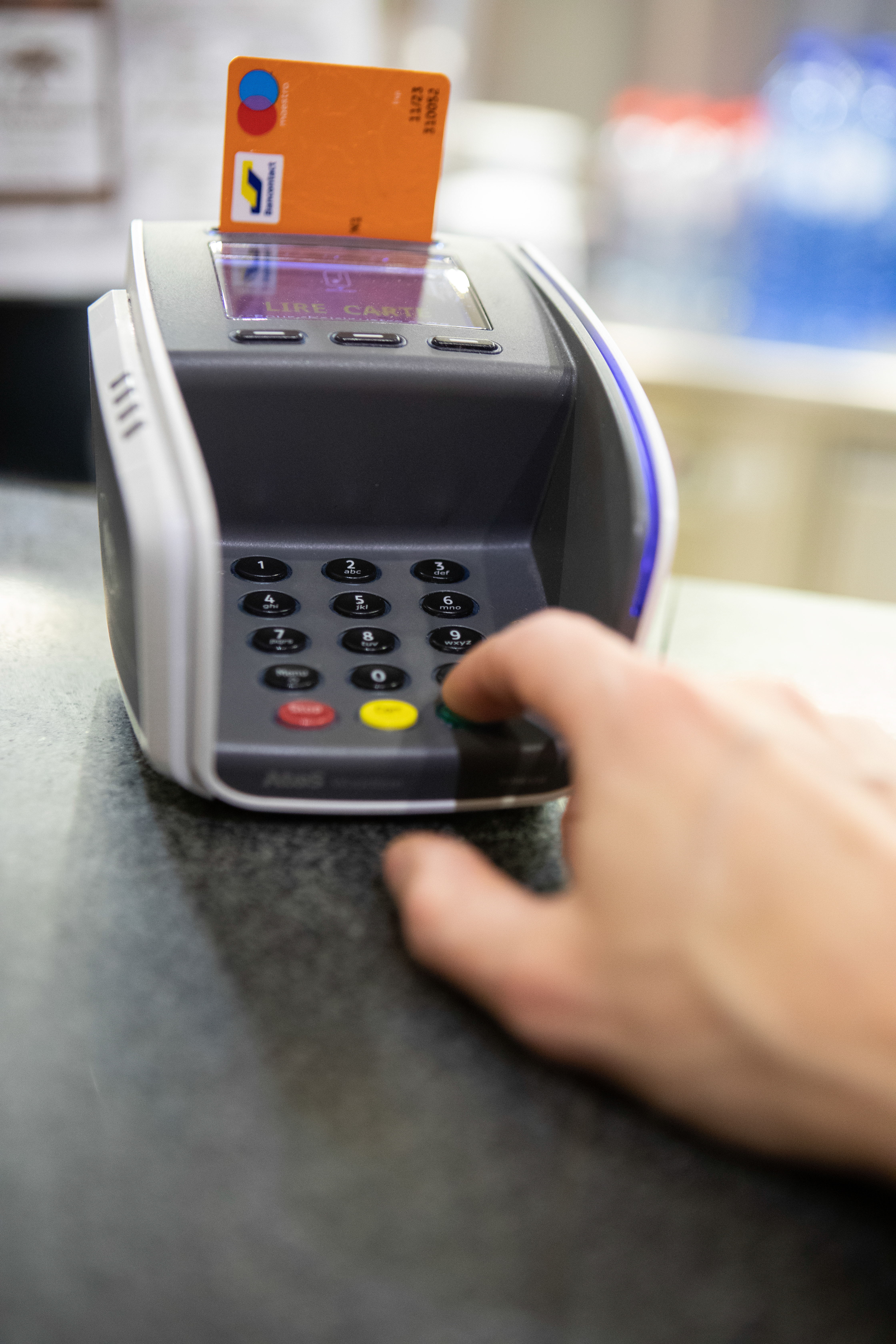
Tastierino numerico

In generale, la comunicazione tra dispositivo e soggetto che fornisce il servizio di incasso all'esercente (banca o istituto di moneta elettronica) avviene tramite linea telefonica e/o la connessione internet. Tra dispositivo e la stazione ricevente ci può essere una rete cablata oppure una senza fili (bluetooth, wi-fi) ma anche nulla nel caso di un'app installata su un terminale mobile o un apparecchio integrato autoportante.
- POS fisso (stand alone): è il POS tradizionale (detto anche "da banco"), quello maggiormente utilizzato. Si tratta di un'apparecchiatura connessa tramite linea telefonica al centro servizi. Il terminale ha al suo interno un modulo modem per uscire direttamente verso la rete telefonica mediante connettore RJ-11. Nel caso lo si connetta alla LAN (la quale deve poi avere un modem-router) allora si utilizza la porta RJ-45.
- POS cordless o PocketPos: assimilabile al telefono portatile di casa, è un POS fisso in cui il modulo funzionale è staccabile dall'unità base, per consentire una portabilità entro qualche decina di metri. Il colloquio tra base e terminale avviene mediante connessione bluetooth. Questa tipologia di POS viene utilizzata dagli esercenti che hanno la necessità di eseguire transazioni lontano dal punto dove è presente fisicamente la connessione telefonica (ristoranti, distributori di carburante...). Una variante del POS cordless è il terminale con connessione wireless sempre più diffuso da alcuni anni soprattutto per chi ha un modem-router senza fili utilizzato anche per altri scopi (tipicamente la navigazione internet).
- POS GSM/GPRS: detto anche mobile, nasce dall'integrazione di un'unità funzionale e di un modulo GSM/GPRS, consentendo di poter effettuare transazioni anche in assenza di linea telefonica fissa. Questa tipologia di POS è utilizzata principalmente da esercenti che hanno necessità di mobilità come tassisti, ambulanti, venditori a domicilio, artigiani che operano presso il cliente (idraulici, caldaisti, antennisti, ecc.) oppure da chi non è raggiunto da una linea telefonica, ad esempio i rifugi montani (purché sotto copertura GSM/GPRS). Chiaramente, i modelli recenti hanno connessioni anche UMTS.
- POS Mobile: detto anche mPOS, è la versione aggiornata del POS GSM/GPRS da cui differisce per non avere integrata la tecnologia di trasmissione dati a mezzo di carta SIM, bensì, l'architettura tipica, prevede un terminale che si connette via bluetooth allo smartphone/tablet sul quale è installata l'app del pagamento POS. La ricevuta del pagamento viene inviata via SMS o email immediatamente, nonostante alcuni modelli forniscano anche la possibilità di collegare una stampante portatile per l'emissione fisica dello scontrino. Si tratta di una soluzione che sta diventando particolarmente diffusa, grazie all'assenza di costi fissi e canoni[2], in cui l'unica spesa è costituita dall'acquisto iniziale del dispositivo e da una percentuale sulle transazioni, che oscilla di solito fra il 2 ed il 4 per cento del totale.
- POS digitale[3]: soluzione che permette di gestire i pagamenti e gli incassi online tramite una pagina web dedicata. L'esercente che possiede un sito internet può vendere i propri prodotti e/o servizi a distanza, con la possibilità di internazionalizzare la propria attività economica. PayPal e Stripe in questo caso sono due delle aziende più affermate ed utilizzate per la gestione dei POS digitali. Nel tempo si sono diffuse applicazioni specifiche di POS digitale integrate con i software di fatturazione o di gestione della tesoreria aziendale.

Il POS mobile, come il POS digitale, più che pagamenti elettronici agevola servizi di pagamenti/incassi digitali (telematici).
Si noti che, ormai, i POS appena sopra il "modello base" di ciascun costruttore, dispongono di tutte queste forme di connessione in un unico dispositivo. Ad esempio, la tipologia GEM è una versione che dispone di tre differenti modalità di comunicazione (modem, ethernet, GSM/GPRS) in modo da avere una linea di backup. Alcuni sistemi permettono di memorizzare le transazioni in modalità offline (senza alcuna connessione attiva): ovviamente, occorre successivamente portare online il dispositivo, appena possibile, per scaricare i dati.
Un comodo accessorio è il tastierino numerico (connesso via filo all'apparecchio POS) sul quale si digita il PIN senza dover accedere alla tastiera dell'unità principale (infatti, è commercializzato con il nome di PIN pad). Un altro tipico servizio, fornito nell'ambito del contratto, è quello di poter interrogare i movimenti eseguiti accedendo ad una pagina web per ciascun terminale.

## Supporti

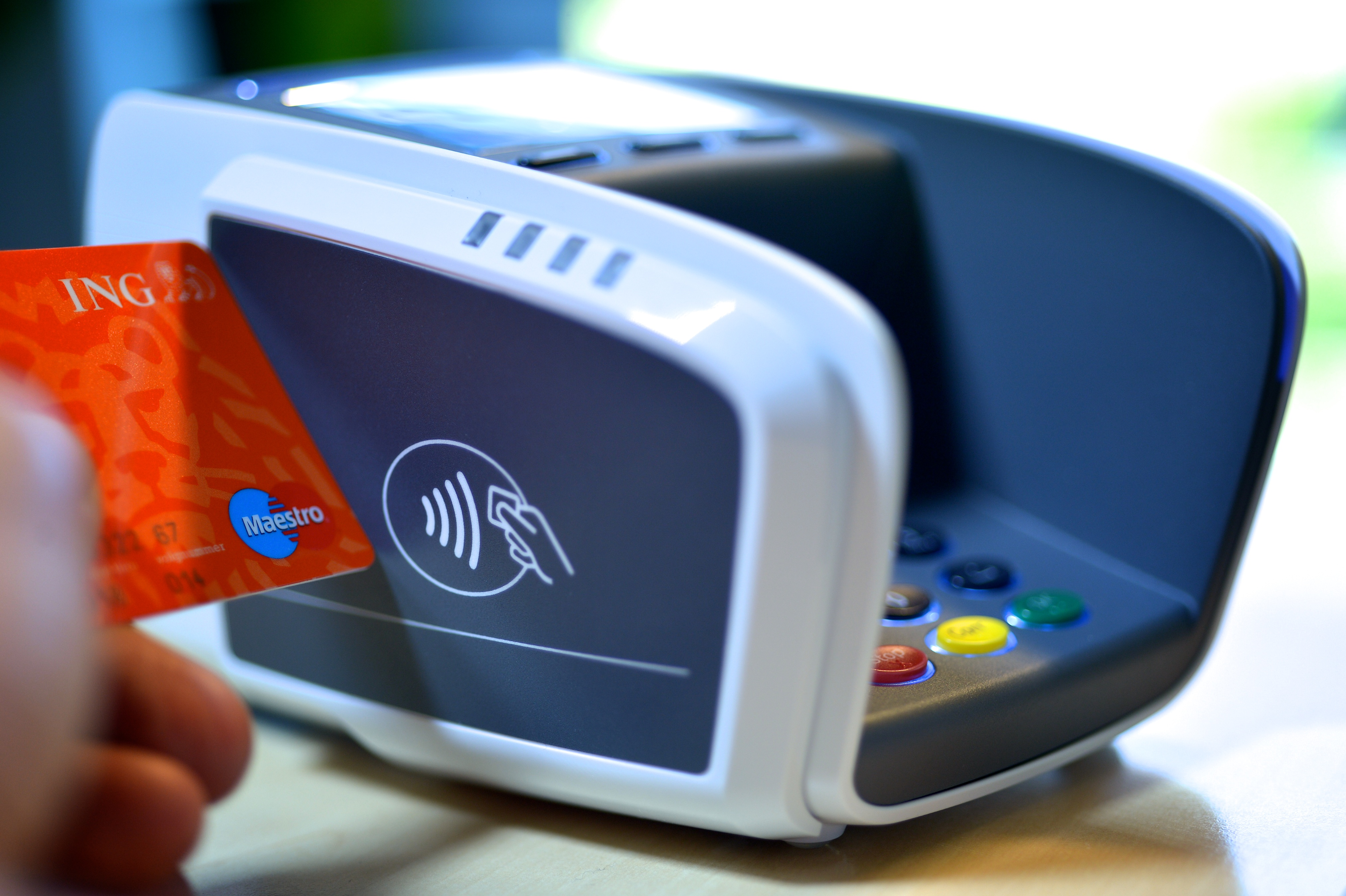
POS che supporta i pagamenti contactless tramite NFC

Il supporto materiale (la tessera di plastica) impiegabile in una transazione POS è codificato con protocolli emanati dal mondo bancario e finanziario, definiti in modo tale da rendere ogni tessera univoca.
Il trasferimento dei dati può avvenire secondo tre diverse letture:
- mediante banda magnetica (si striscia la carta nell'apposita fessura laterale);
- mediante microchip (si inserisce la carta nell'apposita fessura frontale);
- mediante impiego della tecnologia senza contatto (chip RFID integrato o meno da dispositivo NFC). Sufficiente avvicinare la carta (o la smartphone o equivalente se si usa l'NFC) a un lettore abilitato alla tecnologia senza contatto per effettuare il pagamento. Le tessere abilitate sono riconoscibili dal simbolo contactless:  (la stilizzazione di un'onda racchiusa in un'ellissi). Spesso in questi nuovi formati la banda magnetica non è più presente.

La tecnologia contactless non presenta i noti problemi di usura legati alla smagnetizzazione della banda magnetica, e ha il vantaggio di essere dotata di protocolli di sicurezza decisamente superiori. Inoltre, il microchip consente, in prospettiva, di ampliare la gamma di dati e servizi abilitati nelle transazioni effettuate tramite terminale POS. Un microchip di tipo EMV impiega un protocollo di sicurezza particolarmente elevato.
Normalmente, utilizzando una carta in modalità contactless, sino a una certa somma, non è necessario inserire il PIN o firmare la ricevuta.

## Utilizzo e diffusione
Seppur storicamente nato nel commercio, in particolare nella Grande distribuzione organizzata, il POS si è poi diffuso anche in altri settori. Pertanto, nella ristorazione e nell'intrattenimento, presso gli artigiani, negli studi professionali, nelle imprese con spaccio per la vendita ai privati, nel variegato mondo dei servizi, nella pubblica amministrazione, questo sistema di pagamento è sempre più presente. Quindi la dizione "esercente" non va intesa nel senso esatto del termine (ditta del commercio/distribuzione) ma significa, nel contesto di impiego del POS, un fornitore che ne è dotato.
Mentre in alcune nazioni (il mondo anglosassone, il centro-nord Europa, i paesi asiatici) il POS si è sostanzialmente affermato sul mercato dei pagamenti come libera abitudine, anche per piccolissimi importi (anche inferiori a 2-3 €), in altre invece, ove il contante è maggiormente utilizzato, questo processo è molto più lento. In alcune (tra cui l'Italia), il governo ha emanato dei provvedimenti per imporre il POS come mezzo di pagamento disponibile.
Secondo uno studio del gennaio 2013 di Banca d'Italia la media dei pagamenti elettronici dell'Eurozona è 194 all'anno, contro i 74/anno dell'Italia.

### Italia
In Italia la norma che introduce l'obbligo di mettere a disposizione il POS risale al 2012: Governo Monti, Decreto Crescita 2.0 (cioè il DL 179/2012, art. 15, comma 4). Successivamente, fu concesso uno spostamento per l'attuazione della norma. È vigente, quindi, dal 30 giugno 2014 l'obbligo, su richiesta del cliente, per tutti (artigiani, commercianti, professionisti, sia come ditte individuali che imprese), a esclusione di benzinai, tabaccai e professionisti che non si rivolgono al consumatore, di mettere a disposizione il pagamento attraverso POS. Questo si traduce nel fatto che l'esercente è tenuto ad accettare carte di credito, di debito (mediante, ad esempio, il circuito PAGOBANCOMAT oppure Maestro), carte di pagamento prepagate. Ciò vale sia per clienti e committenti che siano persone fisiche (ovvero transazioni B2C) sia per clienti e committenti che siano aziende o ditte individuali (transazioni B2B). La disposizione deriva dal Decreto-legge 30 dicembre 2013, n. 150, emanato dal Governo Monti, convertito, con modificazioni, dalla Legge 27 febbraio 2014, n. 15, (cosiddetto milleproroghe). Tale onere ha avuto però delle limitazioni:
- 1) è imposta la disponibilità su richiesta esplicita del debitore che è cosa diversa dall'obbligo di dotazione sistematico, predefinito;
- 2) non sono previste sanzioni per il fornitore che non ottempera al disposto normativo;
- 3) l'imposizione scatta per pagamenti sopra i 30 €.

Con le revisione 2014 del codice del consumo è vietato ricaricare la transazione con commissioni, ad esempio le spese bancarie. Anche qualsiasi informativa preventiva (il classico cartello) è del tutto illegittima e non autorizza l'esercente a operare in difformità del disposto di legge.
Dal 1º gennaio 2016, con l'entrata in vigore della Legge di Stabilità 2016, il limite dei 30 € è stato ridotto. Infatti, la legge n. 208/2015 prevede ai commi 900 e 901, in materia di pagamenti elettronici:
a) l'abbassamento della soglia a 5 € al di sopra della quale si ha diritto a pagare con la moneta elettronica;
b) l'introduzione di una disposizione volta a contenere i costi di utilizzo dei POS, con la previsione che gli stessi non possano essere superiori a quelli che il beneficiario avrebbe sostenuto per l'accettazione di analoghi pagamenti in contanti;
c) l'emanazione di disposizioni sanzionatorie per i soggetti che non rispettano la norma.
Un decreto legislativo approvato dal governo l'11 dicembre 2017, in recepimento della direttiva UE 2015/2366 sui servizi di pagamento nel mercato interno (cosiddetta PSD 2 – Direttiva sui servizi di pagamento entrata in vigore il 13 gennaio 2018), apportò diverse novità (riduzione di commissioni, divieto di ricarico per utilizzo POS, commissioni specifiche per i micropagamenti): tuttavia le sanzioni, per rifiuto o non disponibilità del servizio, non furono ancora introdotte.
Nell'aprile 2018 il Consiglio di Stato bocciò definitivamente la legge (che non era mai stata accompagnata dai decreti attuativi), per complessi motivi giuridici, sulle sanzioni per mancata disponibilità del POS. Pertanto, pur esistendo di fatto, dalla metà del 2014, l'obbligo normativo a dotarsi di POS (successivamente confermato ed esteso, a partire dal 1º luglio 2020, a seguito dal decreto fiscale collegato alla legge di bilancio n. 124/2019), l'assenza di sanzioni ha reso la norma puramente teorica per coloro che, per vari motivi, non vogliono offrire questo servizio a clienti e avventori. Infatti, a dicembre 2019, nell'ambito della discussione della manovra fiscale 2020 (vedi sopra), il governo Conte ritirò la proposta di applicare una multa di 30 € + 4% del valore della transazione rifiutata (da luglio 2020) per non disponibilità di POS. A seguito del decreto fiscale DL 124/2019, dal 1º luglio 2020 è entrato in vigore il credito di imposta del 30% sulle commissioni addebitate per i pagamenti digitali. Dalla fine del 2020, ABI ha stretto un accordo (temporaneo) con il governo facendosi carico delle commissioni applicate per i pagamenti sino a 5€ che quindi non sono caricate dalla banca al cliente (l'esercente).
Nel frattempo, però, si è timidamente diffuso anche in Italia, specie tra le giovani generazioni o i più abituati alla tecnologia telematica, l'impiego delle applicazioni installate su smartphone e tablet per effettuare i pagamenti digitali. Banche e società finanziarie stanno proponendo soluzioni POS installabili come app, da sottoscrivere in associazione ad un conto corrente.
D'altra parte, relativamente alla presunta relazione tra l'impiego del POS e lotta all'evasione, come spiegato in tracciabilità dei pagamenti, in Italia le imposte si pagano in base al dichiarato fiscalmente non in base all'incassato: questo in pratica significa che una transazione pagata elettronicamente dal cliente ma non registrata fiscalmente dall'esercente è evasione a tutti gli effetti (lo scontrino del POS non registra l'operazione fiscale, solo l'incasso).
Dato che esiste un obbligo di legge a dotarsi di POS, l'assenza o il non funzionamento del dispositivo è un problema totalmente a carico del fornitore: il cliente, pur mantenendo un debito nei confronti del cessionario, può rifiutarsi legittimamente di pagare in contanti immediatamente. Per la medesima ragione anche cartelli che informano di non accettare pagamenti tramite carta di credito e/o di debito (o li limitano sino ad un determinato importo) sono illegittimi. Al di là dell'assenza di sanzioni (nel periodo 2014-2022) si poteva comunque segnalare il mancato rispetto dell'obbligo agli organi preposti nonché al circuito cui aderisce l'esercente (i contratti del servizio POS obbligano il cliente a non rifiutare se non per cause di forza maggiore l'utilizzo del dispositivo).
In Italia l'importo per non dover inserire il PIN o avere/firmare la ricevuta è 25 €, innalzato a 50 € dal 01/01/2021.
A otto anni dall'introduzione dell'obbligo effettivo di POS, dal 30 giugno 2022 sono in vigore le sanzioni per mancata attuazione del disposto normativo. Il riferimento di legge è il DL n. 36, pubblicato in Gazzetta Ufficiale il 30 aprile 2022. Per far scattare la sanzione è il cliente che deve segnalare alla Guardia di Finanza o all'Agenzia delle entrate nonché ad altri ufficiali ed agenti di Polizia giudiziaria. Nota bene: l'irrogazione della sanzione prevista dalla legge è in conseguenza del rifiuto al pagamento POS su richiesta del cliente ma non per l'indisponibilità del servizio da parte del cessionario o prestatore.
Questo provvedimento ha permesso di eliminare la storica contraddizione (perdurata per dodici anni), consentita dal legislatore: un obbligo normativo privo di sanzione.
Di seguito i dettagli della novità:
- la sanzione riguarda tutti coloro i quali hanno a che fare con consumatori (persone fisiche all'infuori di attività professionale), indipendentemente dalla categoria (liberi professionisti, artigiani, commercianti, aziende che erogano servizi pubblici, a prescindere dalla forma organizzativa); quindi si applica a tutti i soggetti (dotati di partita iva) che eseguono cessioni di prodotti o effettuano prestazione di servizi verso il consumatore;
- non esiste un importo minimo sotto il quale è possibile rifiutare il pagamento elettronico;
- la sanzione è pari a 30 €, aumentata del 4% del valore della transazione;
- è previsto un "salvo i casi di oggettiva impossibilità tecnica" (art. 15, comma 4, DL n. 179/2012);
- uno storico limite della legge: il cessionario non è obbligato ad aderire a più di un circuito di incasso, è sufficiente uno solo, che non è detto sia quello disponibile o richiesto dal cliente; inoltre, si parla unicamente di POS e assimilati e non di "pagamenti digitali" in senso esteso;
- novità importante: l'intero flusso giornaliero relativo agli incassi elettronici è automaticamente trasmesso dagli intermediari (gli operatori che gestiscono il circuito), per conto del loro cliente, all'Agenzia delle entrate. Ne consegue che se si incassa mediante POS ma non si rilascia il documento commerciale o la fattura, pur non entrando nell'imponibile fiscale dell'esercente, lo scostamento potrebbe essere rilevato in sede di riscontro periodico di conformità, da parte dell'AE. L'acquisizione telematica, da parte del fisco, dell'ammontare degli incassi avvenuti tramite POS deriva dall’articolo 22, comma 5, della legge n. 124/2019. Questo però non comporta (come erroneamente a volte ritenuto) che ci sia un automatismo tra incasso digitale e movimento fiscale del cessionario: solo fatture, documenti commerciali (ex scontrino fiscale) e quietanze concorrono, almeno in Italia, nell'imponibile lordo da dichiarare[24].

Da notare che nei primi mesi del 2022, diversi mass media hanno fornito un'informazione fuorviante: l'obbligo di POS era già in essere dal 2014, ma non c'erano sanzioni per mancata attuazione dell'adempimento.
Come per gli illegittimi avvisi su importi minimi per poter avere la fattura al posto del documento commerciale, qualsiasi cartello (o mezzo equivalente), che informi preventivamente che non è previsto l'uso del POS sotto un certo importo, è nullo. Pure illegittimo è l'eventuale ricarico di una cifra per coprire le spese della transazione a carico del cessionario o prestatore. Anche l'eventuale pretesa del fornitore a che il credito sia saldato in contanti è immotivata, dato che in Italia non esiste l'obbligo per il cittadino di portare con sé denaro contante.
Nonostante quello che è generalmente ritenuto, non c'è obbligo di collegare il POS alla cassa e pertanto un incasso digitale ma privo di emissione di documento commerciale o di fattura è fiscalmente irrilevante.

## Norme di Sicurezza e Protezione dei Dati
I terminali POS sono soggetti a rigorosi standard di sicurezza per proteggere i dati delle transazioni e prevenire frodi. 
Tra i principali standard di sicurezza vi sono:
- PCI DSS (Payment Card Industry Data Security Standard): Un insieme di requisiti sviluppati per garantire che tutte le aziende che elaborano, trasmettono o memorizzano informazioni sulle carte di credito mantengano un ambiente sicuro. Le misure includono la protezione dei dati dei titolari di carta attraverso la crittografia, l'implementazione di firewall e antivirus, e il monitoraggio e test delle reti.
- EMV (Europay, MasterCard, and Visa): Uno standard globale per le carte di pagamento dotate di chip e per i terminali che li accettano. I chip EMV creano un codice univoco per ogni transazione che non può essere riutilizzato, riducendo significativamente il rischio di frodi rispetto alle carte con banda magnetica.
- Tokenizzazione: La tecnologia di tokenizzazione sostituisce i dati sensibili delle carte di credito con un identificatore unico (token) che non può essere decifrato se compromesso. Questo token può essere utilizzato nei sistemi interni dell'esercente senza esporre i dati originali della carta.
- Autenticazione a Due Fattori (2FA): Molti sistemi POS avanzati utilizzano l'autenticazione a due fattori per confermare l'identità dell'utente. Oltre alla password, potrebbe essere richiesto un secondo elemento di verifica come un codice inviato al cellulare o un'app di autenticazione.
- Monitoraggio delle Transazioni: I sistemi POS moderni possono includere software di monitoraggio delle transazioni che utilizzano algoritmi di machine learning per rilevare attività sospette in tempo reale, bloccando potenziali frodi prima che si completino.

## Colonnina automatica

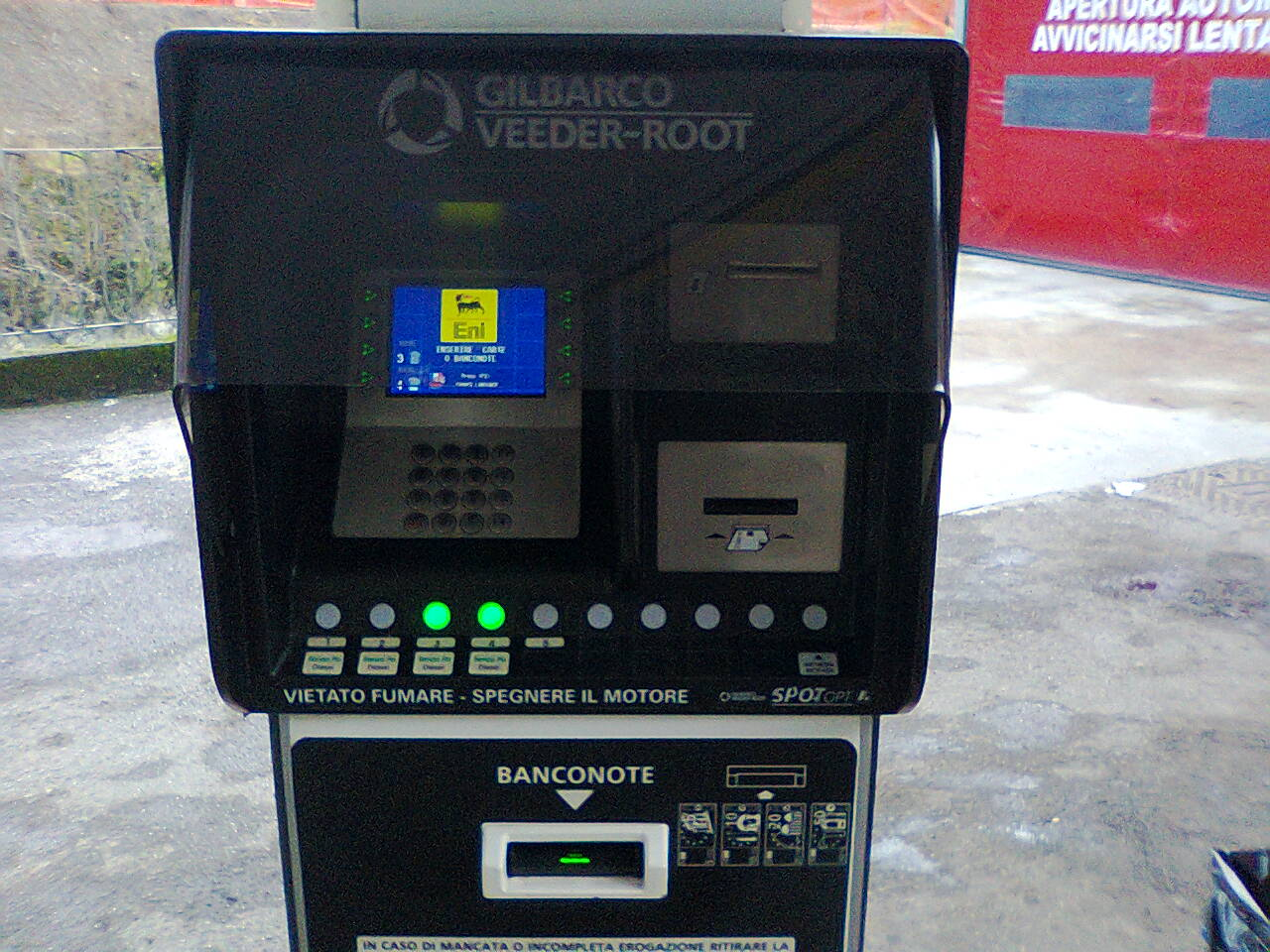
Colonnina POS di stazione carburante self-service

Anche i distributori automatici incorporano, di regola, un'apparecchiatura POS (a parte quei casi in cui accettano solo contanti) specifica per queste applicazioni. In questi casi la tastiera e schermo sono adattati alla funzione propria di una colonnina stabile per erogare carburante, distribuire bevande o cibo, fornire biglietti, pagare la tariffa del parcheggio o il pedaggio stradale, ecc...

## Circuiti di pagamento
Carte di debito:
- PagoBancomat (circuito di pagamento italiano)
- Maestro
- Debit MasterCard
- V-Pay (circuito di pagamento Visa dei Paesi aderenti alla SEPA)
- Visa Debit

Carte di credito:
- MasterCard
- Visa/Visa Electron
- Diners
- American Express
- JCB
- CUP (China Union Pay)

### Elementi dello scontrino
La singola transazione di pagamento effettuata mediante POS è attestata da uno scontrino che può essere cartaceo o digitale. L'eventuale valenza fiscale dello scontrino dipende dalla legislazione nazionale di riferimento. In Italia (contrariamente ad una comune ma errata convinzione) lo scontrino del POS non ha valenza fiscale e quindi non entra a far parte automaticamente dell'imponibile dell'esercente. Ne discende che il pagamento tramite POS ma privo di fattura o documento commerciale è comunque evasione fiscale (a meno che il soggetto sia dispensato, per legge, dal rilascio di documento). Ad ogni modo, per l'esercente potrebbe essere necessario-per ragioni amministrative interne-conservare le prove degli incassi POS in modo da poter quadrare quest'ultimi con i documenti commerciali o le fatture emessi.
Gli elementi mostrati sullo scontrino solitamente variano a seconda del modello di POS, ma si può senz'altro asserire che alcuni di questi sono tipici e ricorrenti. Tra i più importanti:
- Impronta (hash) della firma digitale
- Intestazione con tipologia pagamento, dicitura "ACQUISTO" e dati esercente
- Eser. = codice di 15 cifre che identifica in modo univoco l'esercente
- A.I.I.C. = codice che identifica l'acquirente (acquirer) all'interno di quel sistema
- Data e ora della transazione
- TML = codice di 8 cifre relativo al terminale
- STAN (System Trace Audit Number) = numero progressivo che identifica ogni transazione o evento di servizio, inclusi storni, apertura e chiusura del POS
- Mod. = modalità (tipicamente Online) CTLS ICC nel caso di carta con chip (Integrated Circuit Card) utilizzata in modo ConTactLeSs
- AUT. = Autenticazione 6 cifre alfanumeriche date dall'issuer della carta
- OPER. = numero progressivo che identifica l'operazione
- numero carta e data di scadenza (tipicamente oscurata con tanti * tranne le ultime 4 cifre
- A.ID. = Identificativo dato all'applicazione (a seconda del pagamento MasterCard, Visa, ecc. il codice varia. Ad esempio Debit MasterCard ha l'a.id=A0000000041010)
- APPL. = Nome applicazione (esempio DEBIT MASTERCARD)
- ATC = Numero transazione progressivo della carta usata
- TCC = Terminal Country Code, ovvero un codice di tre cifre relativo al paese del POS (es. Italia= 380)
- TrCC = Transation Currency Code, ovvero un codice di 3 cifre relativo alla valuta (es. euro= 978)
- TVR = Terminal Verification Result
- A.R.Q.C. = Auth. Req. Cryptogram
- IAD = Issuer Application Data
- CVM = Cardholder Verification Method (ovvero metodo di verifica dell'utente)

## Altre soluzioni
La presente voce tratta unicamente il POS nel senso stretto del termine (servizio bancario): esistono nel contempo altri mezzi analoghi di pagamento elettronico, alcuni dei quali si sono affermati nel recente periodo, anche in concorrenza al POS tradizionale. In questi casi si può parlare di POS in senso esteso. Questi strumenti/servizi di pagamento fanno riferimento a soluzioni digitali (eseguite mediante app specifiche, con smartphone via NFC o usando la tradizionale carta di debito/credito) utilizzando vari canali (i tradizionali ovvero bancari/finanziari Google Pay, Apple Pay, altri istituti finanziari, di derivazione non bancaria, specializzati in moneta elettronica). La concorrenza si basa soprattutto sull'assenza del canone/costi fissi (a carico del creditore) o su un canone ridotto rispetto a quello del POS bancario tradizionale. La soluzione di SumUp o di Nexi sono un esempio di pagamento digitale di POS evoluto mentre quello di Satispay è da considerarsi un servizio digitale diverso da un POS perché si basa su un'app (nella quale va registrato un IBAN) ma che non richiede alcuna tessera di plastica.

## Il punto di vendita

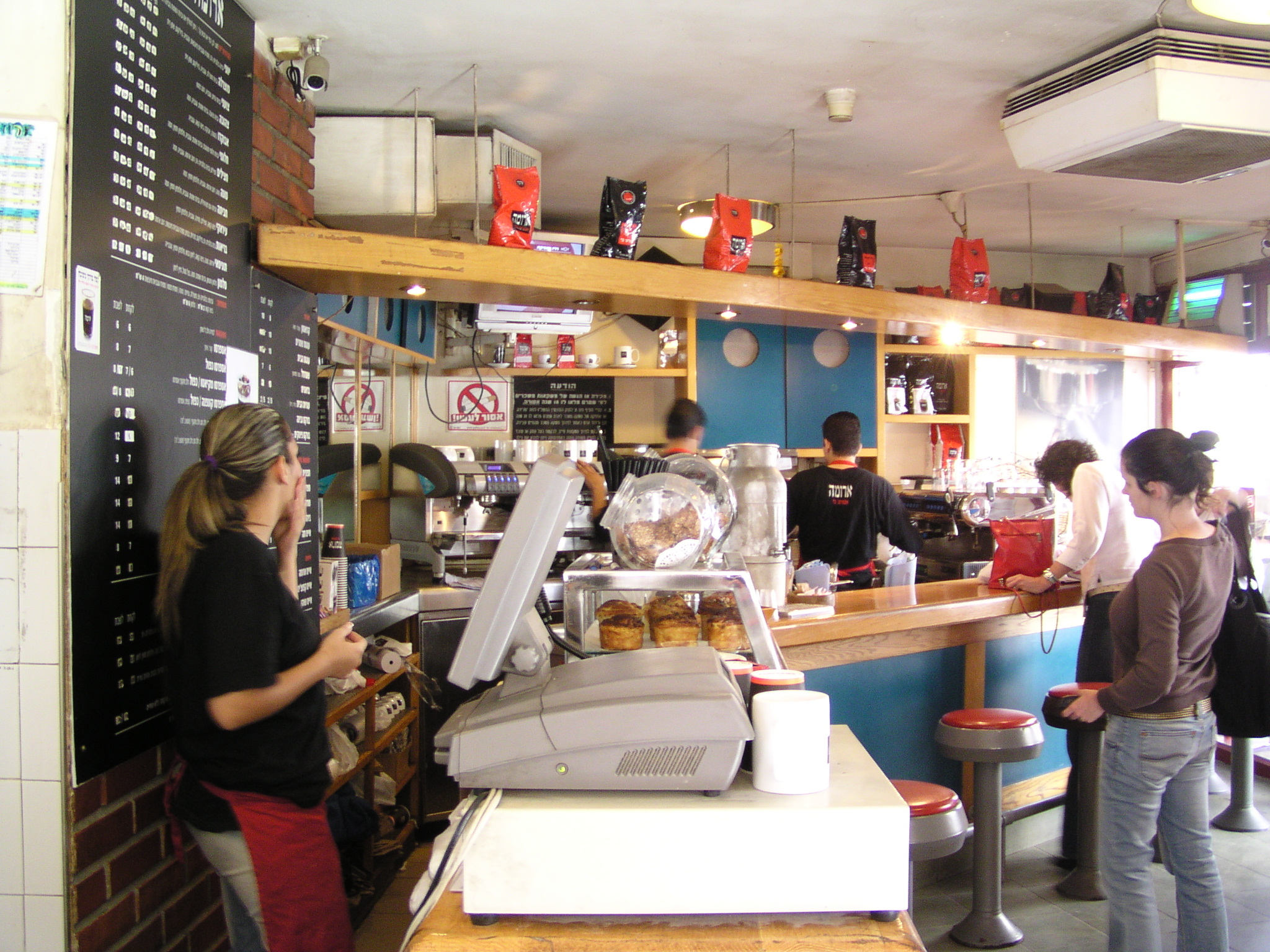
Point of sale in un negozio di Gerusalemme

Esiste un'altra accezione del termine POS, sebbene non più utilizzata, almeno in Italia. Infatti, originariamente, con il termine POS (detto, in questo caso, anche checkout) si intendeva il luogo dove viene completata una transazione al dettaglio. In pratica si tratta del "punto di vendita" (da cui deriva il termine POS) in cui un cliente effettua un pagamento a un commerciante in cambio di beni o servizi. Il commerciante offre al cliente diverse possibili forme di pagamento come: contanti, assegni o carta di credito. Per effettuare il pagamento con moneta elettronica è necessario il dispositivo POS.